# Geronimo
Geronimo właściwie Goyahkla lub Goyathlay (w języku apache Ten, który ziewa) (ur. 16 czerwca 1829 w Bedonkohe, zm. 17 lutego 1909 w Fort Sill) – jeden z wodzów Indian Chiricahua.

## Życiorys
Urodził się w 1829 (według innych źródeł w 1823 roku) w obozowisku Apaczów Bedonkohe nad rzeką Gila na meksykańskim wówczas pograniczu dzisiejszych stanów Nowy Meksyk i Arizona. Imię Geronimo nadali mu Meksykanie. Na wojenną ścieżkę wkroczył w 1858 (według innych źródeł w 1850) roku, po tragicznej śmierci matki, żony i trojga swoich dzieci z rąk meksykańskich żołnierzy w Janos w stanie Chihuahua. W wyniku napadu zginęło około 25 dzieci i kobiet, a ponad 50 zostało uprowadzonych. Ta rodzinna tragedia sprawiła, że stał się bezlitosny wobec meksykańskich, a później także dla ścigających go amerykańskich żołnierzy.
Chociaż był człowiekiem pogodnym, przywiązanym do rodziny i indiańskim szamanem, zasłynął przede wszystkim ze zwycięskich walk podjazdowych na meksykańsko-amerykańskim pograniczu i przypisywanego mu okrucieństwa. Nie pochodził z rodziny wodzów, ale liczne sukcesy wojenne zyskały mu wielu zwolenników. Znał dobrze hiszpański i język Komanczów, ale z jednymi i drugimi zmuszony był częściej walczyć, niż rozmawiać, unikając początkowo konfliktów z Amerykanami.
Po odkryciu złota w Nowym Meksyku w latach 60. i 70. XIX w. walczył z Amerykanami pod wodzą takich wodzów Apaczów, jak Cochise i Juh. W 1886 roku dowodzonych przez niego wojowników obwiniano o zabicie na terenie stanu Sonora łącznie około 600 Meksykanów. W 1872 roku w Arizonie utworzono rezerwat Chiricahua dla Apaczów Cochise’a. Rezerwat ten został zlikwidowany w 1876, a jego mieszkańców przesiedlono do San Carlos. Geronimo uciekł wtedy do rezerwatu wodza Victorio w Ojo Caliente w Nowym Meksyku. Tam też poniósł jedną z nielicznych porażek z armią USA. Po próbie zdobycia siłą zapasów żywności zatrzymano go i zesłano do więzienia w San Carlos w Arizonie.

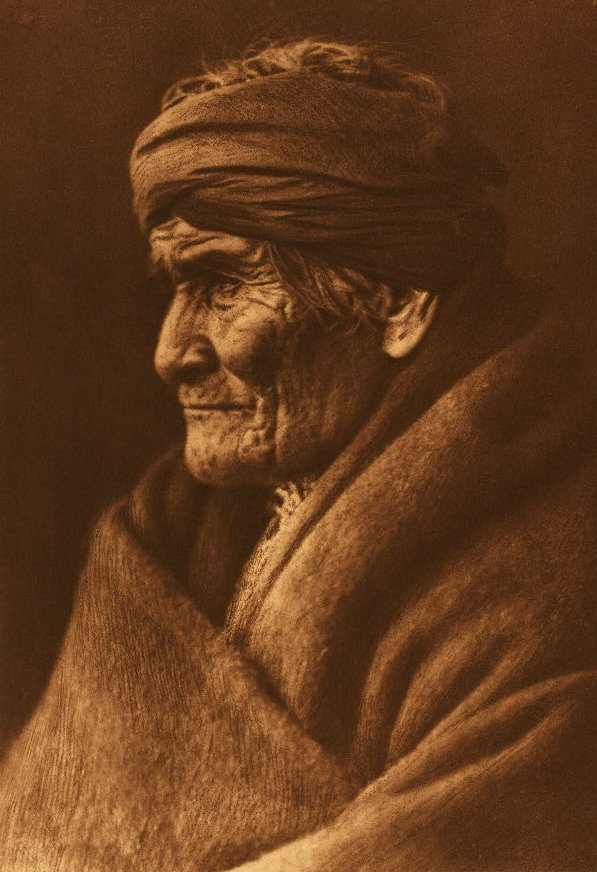
Geronimo w wieku ok. 80 lat, Fort Sill, Oklahoma, 1905

Zwolniony, od kwietnia 1878 do końca 1879 roku przebywał w Meksyku, wspomagając Victoria i napadając na Meksykanów, a następnie powrócił do San Carlos. Geronimo przebywał przez dwa lata w rezerwacie, jednak jesienią 1881 roku postanowił ponownie chwycić za broń i wraz ze swymi ludźmi wyruszył w góry Sierra Madre. Wiosną 1882 roku poprowadził bezprecedensową wyprawę na rezerwat San Carlos, zabijając szefa policji i nakłaniając tamtejszych Apaczów z wodzem Loco do opuszczenia go. W maju 1883 roku w pościg za nim wyruszył oddział amerykańskiej kawalerii dowodzony przez generała George’a Crooka (przez Indian zwanego Siwym Wilkiem). Crook skłonił go do powrotu do rezerwatu na początku 1884 roku.

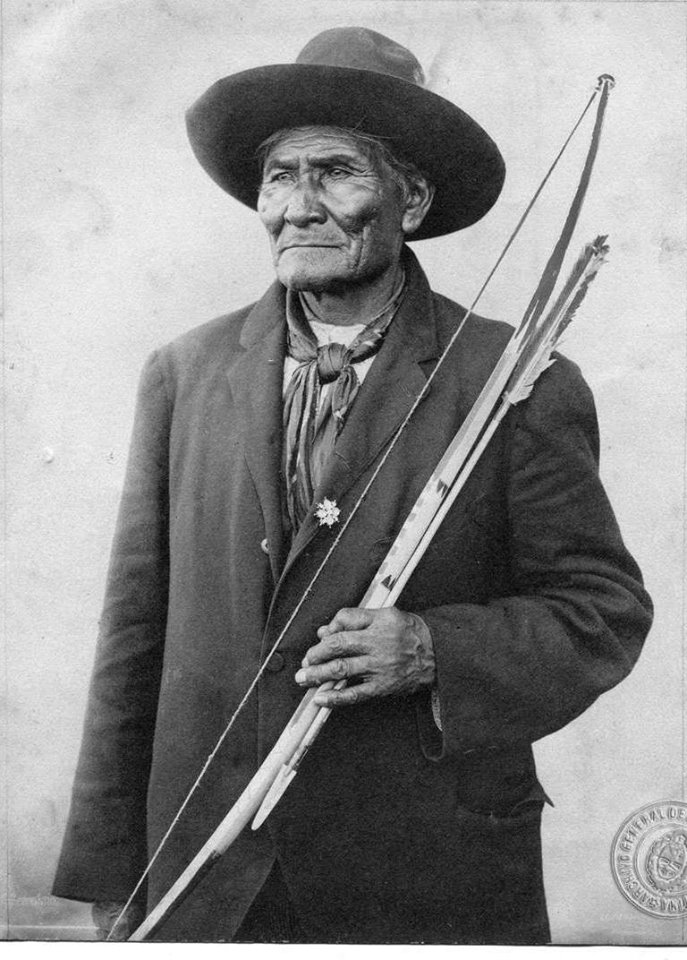
Geronimo ze swoim łukiem i strzałami

W maju 1885, używając podstępu - rozpuścił plotkę o rzekomej śmierci oficera kawalerii i grożących w związku z tym aresztowaniach wśród Indian - wyprowadził ponownie swoich współplemieńców z rezerwatu w góry północnego Meksyku. Przez siedemnaście miesięcy wojownicy zabijali napotkanych białych i kradli konie. Część Apaczów miała jednak dość uciekania i dobrowolnie powróciła do rezerwatu. Pod koniec marca 1886 roku doszło do spotkania Geronima z generałem Crookiem, po którym wódz zgodził się na powrót do rezerwatu. Kilka dni później pewien handlarz wódką sprzedał Indianom alkohol i wmówił im, że wojsko zamierza powiesić Geronima. Wówczas wódz kolejny raz zbiegł z garstką swych najwierniejszych zwolenników w góry.
Kiedy władze federalne zażądały przerwania negocjacji i bezwarunkowej kapitulacji Apaczów, na miejsce Crooka skierowano gen. Nelsona Milesa. 4 września 1886 roku Geronimo i 38 jego ludzi poddali się gen. Milesowi w Kanionie Szkieletów w Arizonie. Wszyscy - nawet kobiety i dzieci, a także zwiadowcy Apaczów na służbie armii USA - byli później trzymani jako jeńcy wojenni na Florydzie, potem w Alabamie i w końcu (od jesieni 1894 do 1909 roku) w Fort Sill na Terytorium Indiańskim (dziś Oklahoma). Część Apaczów pomimo poddania się Geronimo nie godziła się z rządami białych. Do ostatniej potyczki z kolonialistami doszło w 1924 roku w Arizonie.
W rezerwacie Geronimo zajął się z czasem uprawą roli, chętnie pokazywał się publicznie (np. na Wystawie Światowej w Saint Louis w 1904 roku i na inauguracji prezydenta Roosevelta rok później) i fotografował się. Nie stronił od hazardu i alkoholu. Zmarł 17 lutego 1909 roku w Fort Sill w wieku 80 lat.
Geronimo stał się jednym z najbardziej znanych historycznych wodzów indiańskich, bohaterem licznych legend, powieści i westernów. Jego imieniem nazwano m.in. amerykański okręt (USS Geronimo, zbudowany w 1943 roku) i serwer aplikacji sieciowych z firmy Apache Software Foundation. Jego życie opisuje m.in. biografia Geronima żywot własny, spisana przez S.M. Barretta (wyd. polskie Iskry 1975).